# Charles Greeley Abbot

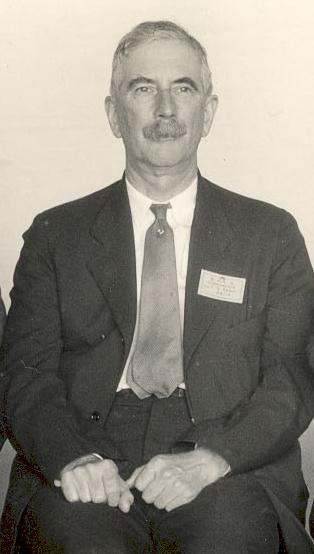
Charles G. Abbot (1934)

Charles Greeley Abbot (* 31. Mai 1872 in Wilton, New Hampshire; † 17. Dezember 1973 in Riverdale, Maryland) war ein US-amerikanischer Astrophysiker. Er arbeitete insbesondere auf dem Gebiet der Meteorologie, der Strahlung der Sterne und der Sonne. Er bestimmte die Solarkonstante und war Mitbegründer der Sonnenphysik. Abbot gehörte zu den Ersten, die vermuteten, dass die Strahlung der Sonne zeitlich schwankt.

## Leben
Abbey wuchs als jüngstes von vier Kindern auf einer Farm in New Hampshire auf.
Nach seinem Masterabschluss am Massachusetts Institute of Technology 1895 wurde Abbey von Samuel Pierpont Langley ans Smithsonian Institution in Washington, D.C. berufen, wo er am Astrophysikalischen Observatorium als Assistent arbeitete. Abbey unterstützte Langley dabei, das Infrarotsprektrum der Sonne aufzuzeichnen und die Solarkonstante zu berechnen.
Abbot erhielt nach Langleys Tod 1906 eine Stelle als stellvertretender Direktor, im Jahr darauf wurde er zum Direktor des Observatoriums ernannt und startete in dieser Funktion ein Programm zur Suche nach möglichen Abweichungen der Solarkonstante. 1909 konstruierte er ein Pyrheliometer, mit dem erste genaue Messungen der Solarkonstante möglich waren. Sein Team konnte messbare Schwankungen der Konstante aufspüren und er war davon überzeugt, dass diese mit Schwankungen des Erdwetters korrelierten. Im Glauben, dass er einen wichtigen Schlüssel für Wettervorhersagen entdeckt hatte, verbrachte er einen Großteil der nächsten 50 Jahre damit, den Rest der Welt von seinen Erkenntnissen zu überzeugen. Die von Abbot beobachteten zyklischen Veränderungen der Solarkonstante, die etwa drei bis fünf Prozent betrugen, waren in Wirklichkeit auf sich ändernde Wetterbedingungen und einer unvollständigen Analyse seiner Daten zurückzuführen, wie später durch Satellitenmessungen über der Erdatmosphäre und Computeranalysen seiner Daten nachgewiesen wurde.
Zu Abbots größten wissenschaftlichen Errungenschaften zählen die Festlegung eines genauen Wertes für die Solarkonstante – frühere Schätzungen schwankten erheblich – auf 1,93 cal/cm2/min auf einer theoretischen Fläche außerhalb der Atmosphäre sowie seine Erforschung ihrer zeitlichen Änderung. Neue Analysen seiner Daten und Satellitenmessungen haben gezeigt, dass sich die Solarkonstante minütlich ändert, was auf Schwankungen bei der Anzahl und Intensität von Sonnenflecken und -fackeln auf der Sonnenoberfläche zurückzuführen ist.
Seit 1914 war er gewähltes Mitglied der American Philosophical Society. 1915 wurde er in die National Academy of Sciences und 1921 in die American Academy of Arts and Sciences gewählt. Von 1928 bis zu seinem Ruhestand 1944 war Abbot Leiter des Smithsonian-Instituts. Um den Nutzen von Solarenergie bekannt zu machen, entwarf er für seine Vorlesungen und Vorführungen Solarkocher. Im Ruhestand führte er die Analyse seiner Solardaten fort, da er immer noch von Schwankungen in der Solarkonstante überzeugt war, die er entdeckt hatte.
1973 wurde der Mondkrater Abbot nach ihm benannt.